# Alqueria de Falcó
L'alqueria de Falcó és un conjunt arquitectònic del segle xvii situat a l'horta entre els barris de Torrefiel i Poble Nou de València, a la vora del camí de Montcada. Constitueix un exemple del barroc dins l'arquitectura rural valenciana.

## Descripció
L'alqueria compta amb dues parts habitables, la casa senyorial i la de l'administrador de la finca; la resta d'estances són corrals i patis. L'edifici es presenta com un volum potent i de grans masses, destacant la manera de construir els diferents cossos, l'estabilitat formal de la coberta, la torre i la porta d'accés (amb una inscripció que data l'edifici en l'any 1698), a més té una decoració d'esferes i pinacles d'inspiració herreriana, però també típics valencians, els mateixos elements decoratius s'utilitzen a l'ampit del pont del Real.

## Història
L'any 2007, pel seu estat d'abandó, l'alqueria va sofrir un incendi.
L'any 2017 l'estat d'abandó de l'alqueria era lamentable, passant a mans del consistori valencià, després de romandre molts anys desocupada i sent objectiu d'incendis, okupes, així com problemes amb l'estat dels murs i altres elements constructius.

## Làpida Romana
Molt a prop de la porta principal, es va descobrir una làpida funerària romana que podria datar-se entre els segles II i III dC. Mostra una inscripció completa en llatí en què una dona, de nom Primitiva, s'acomiada del cònjuge, de nom Hilaro, mort als 70 anys.
La troballa en l'àrea septentrional de la ciutat romana i tan allunyada del nucli urbà fa pensar en algun tipus d'instal·lació rural, de tipus villae, que dependria de l'antiga Valentia.
La làpida remet a uns personatges inicialment d'origen servil, esclaus o lliberts, que estarien exercint una tasca de responsabilitat en els treballs de l'explotació agrària de la vil·la romana.